# Instytut Wydawniczy „Pax”
Instytut Wydawniczy „Pax” este o editură poloneză cu sediul la Varșovia, care a publicat cărți pe teme filozofice, teologice și religioase. Ea publică lucrări despre istoria Bisericii, istoria Poloniei și educație, precum și ficțiune.

## Profil istoric
Începuturile existenței editurii datează din perioada 1948-1949. Actele premergătoare au fost inițiate în 1948 de Bolesław Piasecki, cu o echipă formată din cel puțin zece membri ai asociației Stowarzyszenie „Pax”, proveniți din mediul revistei Dziś i Jutro („Azi și mâine”). Drept urmare, la 25 mai 1949, compania Spółka Wydawnicza Pax a fondat oficial Instytut Wydawniczy „Pax”. Prima carte publicată de editură a fost Noul Testament tradus de pr. Eugeniusz Dąbrowski, care - împreună cu o ediție ulterioară (tradusă de pr. Seweryn Kowalski) - a avut peste treizeci de ediții. Tirajul combinat al ambelor publicații a depășit două milioane de exemplare.
Multe dintre cărțile publicate de IW Pax au prezentat istoria recentă, în special acțiunile militare desfășurate de Armia Krajowa. Cele mai importante dintre ele sunt: Adam Borkiewicz, Powstanie Warszawskie. Zarys działań natury wojskowej (1964); Cezary Chlebowski, Wachlarz. Monografia wydzielonej organizacji dywersyjnej Armii Krajowej: wrzesień 1941 – marzec 1943 (1983); Jędrzej Tucholski, Cichociemni (1984); Jan Grużewski, Stanisław Kopf, Dni Powstania (1957); Wojciech Borzobohaty, Jodła (1988) și multe altele. IW Pax a publicat numeroase lucrări ale scriitorilor polonezi care au trăit în Polonia sau au emigrat în alte țări, printre care Zofia Kossak, Maria Kuncewiczowa, Teodor Parnicki, Melchior Wańkowicz, Stanisław Cat-Mackiewicz, Władysław Jan Grabski, Roman Brandstaetter, Jan Dobraczyński (pseud. Eugeniusz Kurowski) și Antoni Gołubiew (pseud. Goa, Jan Karol Wayda, Jerzy Cichocki).
Editura a publicat numeroase romane catolice clasice, precum cele scrise de Georges Bernanos, Graham Greene și Julien Green, Bruce Marshall, François Mauriac, Gilbert Keith Chesterton și Sigrid Undset.
IW Pax a publicat, de asemenea, cărți ale teologilor participanți la Conciliul Vatican II (1962–1965) și ale popularizatorilor ulteriori a învățăturilor sale, precum Marie-Dominique Chenu, Yves Congar, Karl Rahner și Joseph Ratzinger.

## Cele mai importante serii
- Seria Historia wierzeń i idei religijnych (3 volume) - Mircea Eliade
- Seria Wychowanie bez porażek - o serie de cărți despre educație, începută cu cărțile lui Thomas Gordon
- Seria Historia Filozofii (11 volume) - Frederick Copleston
- O serie de cărți care prezintă învățăturile papei Ioan Paul al II-lea
- Serie de cărți de ficțiune - Z Feniksem

## Cele mai populare cărți
- Szata - Lloyd Cassel Douglas
- Wychowanie bez porażek - Thomas Gordon
- Wielki Rybak - Lloyd Cassel Douglas
- Opt volume de povestiri despre Don Camillo - Giovannino Guareschi
- O naśladowaniu Chrystusa - Tomasz à Kempis

## Premii
Instytut Wydawniczy „Pax” a fost premiat în mod repetat la numeroase concursuri. Cele mai importante sunt: premiul Włodzimierz Pietrzak ; premiile Târgului editurilor catolice (premiile Feniks), distincția de onoare la concursul J. Długosz și premiul Societății poloneze a editurilor de carte.

## Legături externe
- Site-ul oficial al Institutului